# Patagona
Patagona es un género de aves apodiformes de la familia Trochilidae —los colibríes—, que agrupa a dos especie nativas de América del Sur, cuyas áreas de distribución en regiones andinas y adyacencias, se encuentran entre el extremo suroeste de Colombia y el centro de Chile. El género fue tradicionalmente considerado monotípico hasta la reciente —en 2024— separación del mismo en dos especies diferentes. A sus miembros se les conoce por el nombre común de colibríes gigantes, o picaflores gigantes.

## Características
Los colibríes de este género son los mayores de la familia. Enormes e inconfundibles, miden 22 cm de longitud. Las partes inferiores son canela o rufo canela, las subcaudales blanquecinas; las partes superiores son oliva-parduscas, con tenues refejos bronceados; la rabadilla es blanca. Las hembras son más deslucidas. Habitan en montañas áridas con cactus y arbustos.

## Taxonomía
El género Patagona fue propuesto por el zoólogo británico George Robert Gray en 1840, con Trochilus gigas originalmente designada la especie tipo, por monotipia, actualmente P. gigas.

### Etimología
El nombre genérico femenino «Patagona» proviene del nombre común (en francés «Oiseau-mouche Patagon» o «Patagon» de Lesson (1829).

### Actualidaes
El género fue tradicionalmente tratado como monotípico, siendo P. gigas la única especie y P. gigas peruviana una subespecie. Recientemente, los análisis genómicos de Williamson et al. (2024) dan soporte a la separación en dos especies, donde se demuestra que divergieron entre 2,1 y 3,4 millones de años atrás, en el Plioceno tardío. Williamson y colegas consideraron a la especie norteña separada como siendo nueva para la ciencia, con el nombre binomial Patagona chaski. Sin embargo, Areta et al. (2024) demostraron que este taxón ya había sido descrito como Patagona peruviana por Boucard in 1893, por lo cual P. chaski es un sinónimo posterior de P. peruviana. La separación en dos especies no ha sido todavía adoptada por las mayores clasificaciones.

## Lista de especies
El género agrupa a las siguientes especies, con el respectivo nombre común:
| Imagen | Nombre científico  | Autor            | Nombre común              | Estado de conservación | Distribución                                                                                 |
| ------ | ------------------ | ---------------- | ------------------------- | ---------------------- | -------------------------------------------------------------------------------------------- |
|        | Patagona peruviana | Boucard, 1893    | colibrí gigante del norte | NE                     | Suroeste de Colombia, Ecuador, Perú, Bolivia, extremo norte de Chile, noroeste de Argentina. |
|        | Patagona gigas     | (Vieillot), 1824 | colibrí gigante del sur   | LC                     | Centro y sur de Chile, centro oeste de Argentina.                                            |